# Kibæk Station
Kibæk Station er en dansk jernbanestation i stationsbyen Kibæk i Vestjylland.
Stationen betjenes fast af Arrivas Alstom Coradia LINT 41-tog som en af stationerne på Skanderborg-Skjern-banen.